# Kaspar Düppes
Kaspar Düppes (* 1755; † 1826) war der erste Bürgermeister der Mairie Merheim. 
Düppes führte die Amtsgeschäfte von 1808 bis 1810. Die Mairie (Bürgermeisterei) Merheim war durch eine Verwaltungsreform im französisch besetzten Rheinland aus dem alten Botenamt Merheim des Amtes Porz entstanden. Zur Mairie Merheim gehörten die Orte: Brück, Dünnwald, Flittard, Merheim, Ostheim, Rath, Stammheim, Strunden und Thurn (heute Dellbrück) sowie Wichheim und Schweinheim (heute Holweide).
Die Kaspar-Düppes-Straße in Köln-Holweide ist nach Düppes benannt.

## Weblink
- Bürgermeisterei Merheim auf der Seite Archive in Nordrhein-Westfalen.

| Personendaten    | Personendaten                    |
| ---------------- | -------------------------------- |
| NAME             | Düppes, Kaspar                   |
| KURZBESCHREIBUNG | Bürgermeister der Mairie Merheim |
| GEBURTSDATUM     | 1755                             |
| STERBEDATUM      | 1826                             |